# Heinrich Kehrhahn
Heinrich Kehrhahn (* 17. Juli 1881; † 14. Mai 1962 in Bremen) war ein deutscher Konteradmiral der Reichsmarine, Reichskommissar und Beamter.

## Leben
Heinrich Kehrhahn trat am 7. April 1900 in die Kaiserliche Marine ein und wurde am 16. Oktober 1909 Kapitänleutnant. Später diente er bis Juni 1915 als Erster Torpedooffizier auf der Preußen, kam dann bis August 1917 in gleicher Position auf die Friedrich der Große. Anschließend war er bis Kriegsende Dezernent in der militärischen Abteilung im Reichsmarineamt. Am 14. Oktober 1917 wurde er Korvettenkapitän. Von Dezember 1917 bis Februar 1918 gehörte er der deutsch-russischen Waffenstillstandskommission für die Weiße Marine in St. Petersburg an.
Nach dem Krieg wurde er in die Reichsmarine übernommen und hier erst am 1. Januar 1924 Fregattenkapitän und am 1. Oktober 1926 Kapitän zur See. Er wurde Kommandant von Wilhelmshaven und später unter Konteradmiral Friedrich Brutzer Leiter der Marinewehrabteilung (A I) im Marinekommandoamt. 1930 schied er als Konteradmiral aus dem aktiven Marinedienst aus und wurde Berater der türkischen Regierung.
Er war dann von 1930 bis 1939 Reichskommissar für das Seeamt Bremerhaven und bis 1940 zeitgleich Reichskommissar für Gefängniswesen in Hamburg. Anschließend war er vom 24. Mai 1940 bis 31. Januar 1944 Chef der Kriegsmarinedienststelle in Bremen. In dieser Position wurde er 1941 Konteradmiral der Reserve und 1944 in den Ruhestand versetzt.
Nach dem Krieg war er von 1948 bis 1955 Bundesbeauftragter bei den Seeämtern Bremerhaven und Emden.
Am 31. Juli 1956 wurde ihm das Große Verdienstkreuz verliehen.